# Syncollesis pauliani
Syncollesis pauliani är en fjärilsart som beskrevs av Claude Herbulot 1954. Syncollesis pauliani ingår i släktet Syncollesis och familjen mätare. Inga underarter finns listade i Catalogue of Life.